# Zarubanî, Iavoriv
Zarubanî (în ucraineană Зарубани) este un sat în comuna Seredkevîci din raionul Iavoriv, regiunea Liov, Ucraina.

## Demografie
Componența lingvistică a localității Zarubanî
     Ucraineană (100%)
Conform recensământului din 2001, toată populația localității Zarubanî era vorbitoare de ucraineană (100%).